# Dennis Luyt

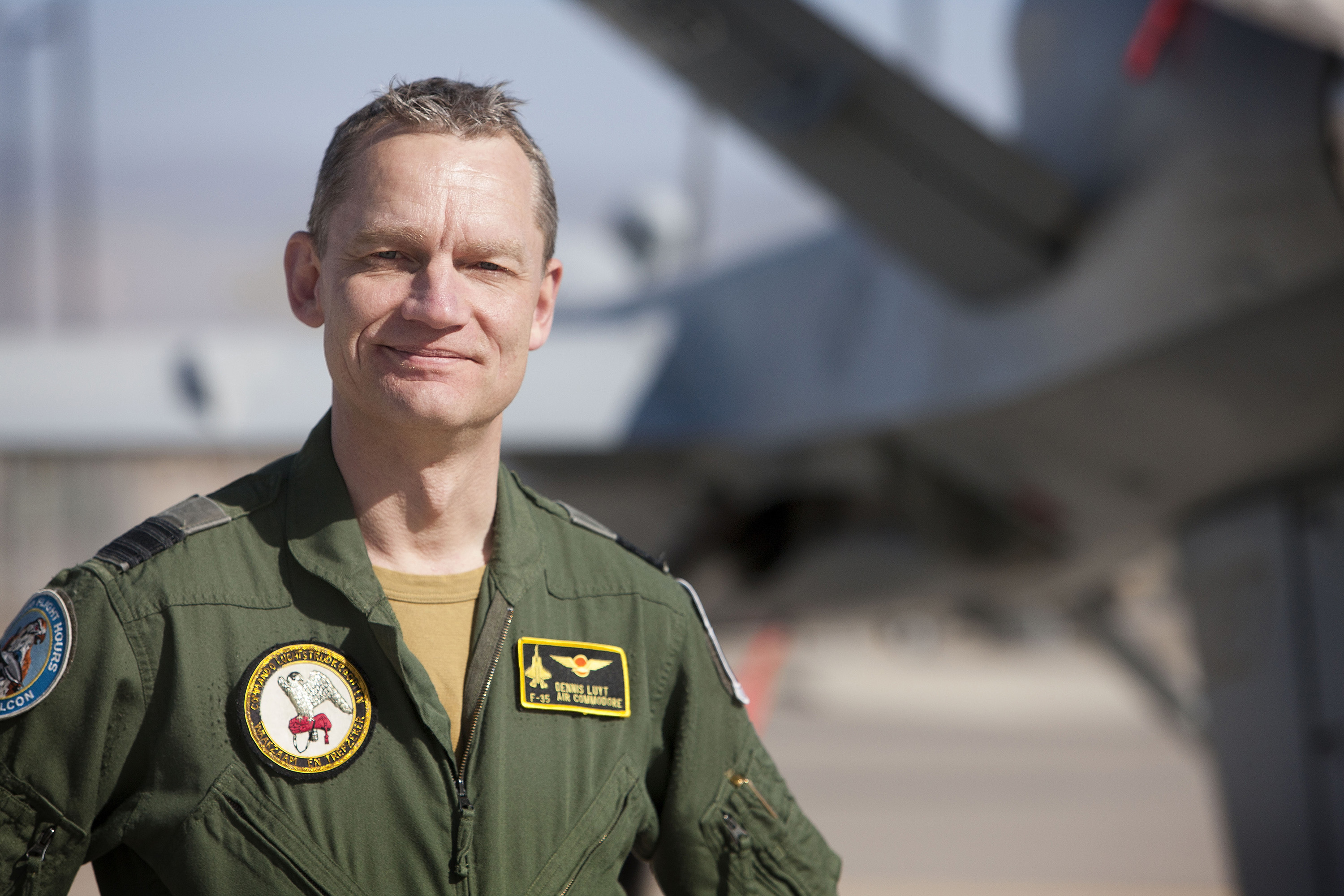
Dennis Luyt im März 2014 auf der Holloman Air Force Base, New Mexico

Dennis Luyt (* 1963) ist ein niederländischer Soldat. Der Generalleutnant ist Befehlshaber der niederländischen Luftstreitkräfte.

## Leben
Dennis Luyt trat 1981 in die niederländischen Streitkräfte ein und wurde in den USA zum Kampfpiloten ausgebildet. Nach Abschluss der Ausbildung wurde er auf die mittlerweile geschlossene Vliegbasis Twente bei Enschede in die dortige 313. Staffel versetzt und dort als Flugzeugführer auf dem Muster General Dynamics F-16, später auch als Flug- und Waffenlehrer, eingesetzt. Von Militärflugplatz Amendola in Italien aus flog Luyt unter anderem 1999 Einsätze im Rahmen der Operationen Deliberate Force und Allied Force über Jugoslawien, an der auch die Luftwaffe der Bundeswehr beteiligt war, außerdem war er als Austauschpilot für einige Jahre auf der McDonnell Douglas CF-18 in der Royal Canadian Air Force eingesetzt.
Es schlossen sich eine Verwendung als Staffelkapitän der 315. Staffel, ebenfalls in Twente, an und danach die niederländische Generalstabsausbildung. Darauf übernahm Luyt Posten im Defensiestaf in Den Haag und 2007 als Military Assistant Deputy Commander Air im Rahmen der International Security Assistance Force in Afghanistan. 2010 erhielt er, mittlerweile Colonel, das Kommando über die Vliegbasis Leeuwarden im Norden des Landes. Vor seiner Ernennung zum Befehlshaber der Luftstreitkräfte war er mit der Führung aller Einsätze im Kommando der Luftstreitkräfte, dem Commando Luchtstrijdkrachten, beauftragt. Am 10. Juni 2016 ernannte Verteidigungsministerin Jeanine Hennis-Plasschaert ihn als Nachfolger von Alexander Schnitger zum Commandant Luchtstrijdkrachten, bereits am 1. Juni 2016 war er zum Generalleutnant befördert worden.
Dennis Luyt bezeichnete auf einer Konferenz die Lockheed F-35, die in den nächsten Jahren in der Luchtmacht die F-16 ersetzen wird, als allen anderen aktuellen Flugzeugen überlegen und ihre Integration in die Luftstreitkräfte als eine der wichtigsten Aufgaben seiner Amtszeit.
Er ist verheiratet und hat drei Kinder.